# 南沙諸島
南沙諸島／新南群島／スプラトリー諸島（なんさしょとう／しんなんぐんとう／スプラトリーしょとう、英語: Spratly Islands）、南シナ海南部に位置する諸島である。岩礁・砂州を含む無数の海洋地形（maritime features）からなり、これらの多くは環礁の一部を形成している。

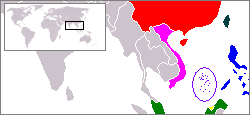
赤が中華人民共和国、濃い緑が中華民国、ピンクがベトナム、青がフィリピン、緑がマレーシア。紫が南沙諸島である。

各国語での名称は、南沙群島（簡体字中国語: 南沙群岛、拼音: Nánshā Qúndaǒ）、カラヤーン群島（タガログ語: Kapuluan ng Kalayaan）、長沙諸島（ちょうさしょとう、ベトナム語：Quần đảo Trường Sa / 群島長沙、クァンダウ チュオンサ）。
日本国政府による正式な名称は第二次世界大戦前からの「新南群島」であるが、日本はサンフランシスコ平和条約に伴って領有を放棄しており、中国語の「南沙群島」から南沙諸島、または英語の"Spratly Islands"からスプラトリー諸島という名称が使用されている。
中華人民共和国（中国）、中華民国（台湾）、ベトナム、フィリピン、マレーシア、ブルネイの6か国・地域が全域または一部について領有を主張している。
2016年7月12日、オランダ・ハーグの常設仲裁裁判所は、いわゆる九段線に囲まれた南シナ海の地域について中華人民共和国が主張してきた歴史的権利について、「国際法上の法的根拠がなく、国際法に違反する」とする判断を下した。

## 概要
本来、構成される海岸地形のうち最大のものでも陸上面積が約0.5 km2しかない。しかし広大な排他的経済水域 (EEZ) や大陸棚の漁業資源や石油・天然ガス資源を当て込み、また安全保障上の要地として利用する目的で、中華人民共和国、中華民国（台湾）、ベトナム、フィリピン、マレーシア、ブルネイが海岸地形全部または一部の主権（領有）を主張している。
ブルネイを除く5か国が入り乱れて複数の岩礁・砂州を実効支配しており、その多くには各国の軍隊・警備隊などが常駐している。2017年時点で、ベトナムが22か所、フィリピンが8か所、中華人民共和国が7か所、マレーシアが5か所、台湾が1か所を実効支配している。2015年にはアメリカ海軍が中華人民共和国の実効支配するスビ礁から12海里内の海域を航行するなど緊張状態が続いている。1988年にはベトナムと中華人民共和国との間で軍事衝突が起こったこともあるが、近年は軍事衝突には至っておらず、既に実効支配している岩礁・砂州を新たに埋め立てたり、各国が未占拠の岩礁・砂州を新たに占拠する形での勢力拡大が行われている。最近ではフィリピンがランキアム礁（Panata Island）を新たに占拠、台湾が中洲島を新たに占拠した。
中華民国政府および中華人民共和国政府では南沙諸島、中沙諸島、西沙諸島、東沙諸島を総称して南海諸島と呼び、国民党政権時代の1935年よりその全域の主権（領有）を主張している。中華民国政府が主張する境界線はその線の数から「十一段線」、中華人民共和国政府が主張する境界線はその線の数から「九段線」、あるいはその線の形から「U字線」や「牛舌線」と呼ばれている。
「諸島」と言っても、南沙諸島には国連海洋法条約において「島」とみなせる領域は一つもない。自国管轄権を主張する幾つかの国は、岩礁・砂州を埋め立て・浚渫して人工島を築いた。特に中華人民共和国による埋め立て・浚渫は大規模なものであり、貴重なサンゴ礁およびそこに生息する海洋生物など自然環境の不可逆的な破壊が行われた。
実効支配する政府による設備投資が行われており、スプラトリー島（チュオンサ島）ではベトナム政府による設備投資が行われ、ほとんど何もなかった島が、教育や電力のみならず大きな飛行場・病院・ネット環境を完備するなど本土並みの生活環境となっている。
実効支配を正当化するためにほとんど何もない所に漁民や部隊を居住させている島や、国防の最前線として軍事要塞と化した島もあるが、もともと美しい珊瑚礁に囲まれた地域であり、観光地化されている島も多い。ベトナムの実効支配地域ではスプラトリー島などが、フィリピンの実効支配地域ではノースイースト島などが、マレーシアの実効支配地域ではスワロー礁などが主な観光地で、釣りやダイビングが人気。2016年には、台湾（中華民国）で唯一の実効支配地域としてそれまで軍事機密となっていた太平島までもが「観光を通じた太平島権益の防衛」のために一般人に公開された。ベトナムからはクルーズ船が出ており、ベトナムが実効支配している海域をクルーズすることが可能。中華人民共和国からも2020年までにクルーズ船の就航が予定されている。観光地として開発されることで、政府にとっては実効支配の正当性が強化されるという利点がある。
各島とも、各国の政府にとっては海洋の権益を確保する存在であり、軍にとっては国防の最前線であり、また観光業界にとっては有望な観光資源であるという複雑な状況にある。

## 領有権をめぐる歴史
中華人民共和国政府は、二千年前の『異物志』（後漢の楊孚の著）に基づいて「漲海崎頭」（南海諸島もしくは南シナ海沿岸地形）を中国人が発見したと主張している。しかし、その約200年後の『南州異物志』（三国時代・呉の萬震の著）には、「外徼大舶」（外国の大船）が「漲海崎頭」を発見したと記載されており、中華人民共和国の南海研究院院長・呉士存が自著『南沙爭端的起源與發展』（2010年）で引用した「外徼大舶」が、英訳本では"boats used by foreigners"と訳されている。
明・清の官修地誌では、領土の最南端は海南島とされており、南沙諸島は清の領土線の外であった。官修地誌以外の民間著作でも、清の中晩期の『南洋蠡測』（顔斯綜の著）中に「萬里石塘」の記載があり、「此の塘を以て華夷中外の界を分かつ」と記述されている。境界線の位置は海南島の南の西沙諸島付近であった。また清の乾隆年間の『吧遊紀略』（陳洪照の著）では、海南島付近と推定される「七州洋」を「中外之界」としている。

### ベトナムを植民地支配していたフランスによる領有
清仏戦争後、フランス領インドシナとしてベトナムを植民地支配していたフランスが、1930年からいくつかの島々を実効支配し、1933年4月にフランス軍が現在の太平島を占拠し、日本人を退去させた。ベトナム南部の総督M. J. Krautheimerが、同年12月21日に4702-CP号政府決定により、当時のバリア省の一部とした。1935年4月フランスが30人のベトナム人を太平島に移住させる。1945年の日本の敗戦以降、空白となった南シナ海の島々をフランス軍はいち早く占領したが、ベトナム内戦の影響ですぐに撤収した。

### 日本による領有
1907年に日本漁船が現在の太平島付近で操業を開始し、1929年4月に日本人が太平島での燐鉱採掘事業を開始した。世界恐慌の影響を受け間もなく採掘は中止となり、日本の業者は離島する。1933年4月にフランス軍が太平島を占拠し、日本人を退去させた。1935年に平田末治と海軍省、台湾総督府が協力して開洋興業株式会社を設立。1936年12月に開洋興業が太平島で燐鉱採掘調査を実施。1938年にフランス軍やベトナム漁民を追い出し占領した日本が領有を宣言し、「新南群島」と命名した。
1939年（昭和14年）2月中旬、日本軍は海南島を軍事占領し、中華民国国民政府の蔣介石は「太平洋上の満洲事変」と表現して反発、欧米列強も抗議の意志を表した。この状況下、日本政府は「大正6年以来　我が国人は何国人にも先立って巨額の資本を投下し恒久的諸施設を設けて同島嶼の経済的開発に従事し来った」と主張して、新南群島の領有を宣言した。3月30日付の台湾総督府令第31号により、新南群島が日本の領土として台湾高雄州高雄市に編入された。3月31日、外務省はフランス駐日大使のシャルル・アルセーヌ＝アンリを招いて本件を通告し、4月18日の官報で内外に公告した。フィリピン、ボルネオ島、インドシナ半島、マレー半島など近隣に植民地を抱えていた列強各国（アメリカ、イギリス、フランス、オランダ）に与えられた脅威は大きく、特にアメリカは具体的な対日制裁措置を進めた。
1945年の第二次世界大戦終結まで日本が支配を続けたが、日本海軍は終戦まで新南群島に有力な軍事基地の建設を行わなかった。1939年の台湾総督府告示第122号による新南群島中における主なる島嶼は、北二子島、南二子島、西青島、三角島、中小島、亀甲島、南洋島、長島（後に中華民国が太平島と命名）、北小島、南小島、飛鳥島、西鳥島、丸島である。資源開発としてリン鉱石採取の従事者が在住していたが、戦火の拡大により撤退し、終戦を迎えた。
戦後の日本政府は「第二次大戦後の日本の領土を法的に確定したのはサンフランシスコ平和条約であり、カイロ宣言やポツダム宣言は日本の領土処理について、最終的な法的効果を持ち得るものではない。」との立場をとっている。
1952年（昭和27年）発効のサンフランシスコ平和条約の第2条では、台湾島および澎湖諸島、新南群島（スプラトリー諸島）および西沙群島（パラセル諸島）の領土権（権利、権原および請求権）の放棄について明記されているが、放棄後どの国に帰属するかは取り決められていない。また、サンフランシスコ講和会議に招請されなかった中華民国との間に結ばれた日華平和条約の第2条では、日本は台湾島および澎湖諸島、新南群島および西沙諸島の領土権（権利、権原および請求権）の放棄について承認しているが、同条約第3条では、台湾島および澎湖諸島としか記載されていないため、新南群島および西沙諸島が放棄後どの国に帰属するかは取り決められていない（サンフランシスコ平和条約、日華平和条約の条文を参照）。

### 中華民国による領有権主張
1945年に主権回復を宣言した。中華民国国民政府は「太平号」など4隻の軍艦を派遣して、1946年末までに主だった島々の占領を終え、測量を行って「南海諸島位置図」を作成した。その後の中華民国（台湾）は、南シナ海は「中華民国の領土」との位置づけは変えずに、軍用空港を有する太平島（南沙諸島の北部に位置する南沙諸島最大の島でティザード堆の一部を形成。高雄市の一部として実効支配）と東沙諸島（実効支配）の現状維持に徹して、中華人民共和国のように新たに島を占領するなどの行為は行っていない。

### フィリピンによる領有権主張
1971年、マルコス政権が南沙諸島の領有を主張し、パグアサ島 (中業島) など6島礁に軍を送って占領した。1994年に排他的経済水域に関する規定が定められた国連海洋法条約が発効すると、中沙諸島のスカボロー礁周辺海域の管轄権を主張した。2009年には「領海基線法」を制定し、南沙諸島の一部の島・礁（太平島を含む）および中沙諸島のスカボロー礁を正式にフィリピンの領土とした。フィリピンは、南沙諸島において滑走路を有するパグアサ島をはじめとする島や砂州を10か所近く実効支配している。数においては、ベトナム、中国に次ぐ3番目である。

### 南ベトナムによる領有権主張
1951年のサンフランシスコ講和条約で日本が領有権を放棄した後、1956年10月22日に南ベトナム政府が143/NV号大統領決定により、バリア省の一部と併せフックトゥイ省（Phước Tuy省、1956年 - 1975年。現在のバリア＝ブンタウ省）とした。

### 中華人民共和国による領有権主張
1953年中華人民共和国は、中華民国の「十一段線」のうち、当時は関係が良好であった北ベトナム付近の2線を削除し、新たに「九段線」とした。1958年には「領海宣言」を出し、南シナ海の島々を含めた海域の領有を宣言した。1973年9月に南ベトナムが再度フックトゥイ省への編入を宣言したことに対し、翌1974年1月に抗議声明を出して領有権主張を本格化させていく。

### 中華人民共和国とベトナムとの軍事衝突

#### 西沙諸島の戦い (1974年)
1974年1月に西沙諸島の領有権をめぐり中華人民共和国と南ベトナムが交戦する西沙諸島の戦いが勃発した。この戦争に勝利した中華人民共和国は西沙諸島を領有した。
1988年、中華人民共和国は西沙諸島に2,600メートル級の本格的な滑走路を有する空港を完成させ、南シナ海支配の戦略拠点とし、同年には中華人民共和国軍がベトナム支配下にあった南沙諸島（スプラトリー諸島）にも侵攻した。

#### スプラトリー諸島海戦 (1988年)
1988年3月14日、南沙諸島における領有権をめぐり中華人民共和国・ベトナム両海軍がジョンソン南礁（中国名：赤瓜礁）で衝突。このスプラトリー諸島海戦（中国名：赤瓜礁海戦）で勝利を収めた中華人民共和国が、赤瓜礁（ジョンソン南礁）、永暑礁（ファイアリー・クロス礁）、華陽礁（クアテロン礁）、東門礁（ヒューズ礁）、南薫礁（ガベン礁）、渚碧礁（スビ礁）と名付けられた岩礁または珊瑚礁を手に入れた。

### ブルネイによる領有権主張
ブルネイは、1993年からマレーシアが実効支配している南通礁（英語名：Louisa Reef、マレー語名：Terumbu Semarang Barat Kecil）および周辺3万 km2の海域に対する主権を1988年に主張していたが、派兵による占拠行為は行なっていない。

### 1994年 - 2014年
1994年にフィリピンが実効支配していたミスチーフ礁（中国名：美済礁）を中華人民共和国が占拠して建造物を構築したことを、1995年2月にフィリピン政府が公表した。
2004年9月にフィリピンと中華人民共和国が海底資源の共同探査で2国間合意が成立した。
2005年3月には、フィリピンと中華人民共和国の2か国に続きベトナムも加わり、海底資源の共同探査が行われた。
2007年11月、中国人民解放軍が西沙諸島の海域で軍事演習を行ったことや同月中旬に中華人民共和国が中沙諸島だけでなく南沙、西沙の両諸島を含む領域に海南省に属する行政区画である「三沙市」を設置した（中華人民共和国国務院が三沙市の成立を正式発表したのは2012年7月）ことをきっかけに、12月にベトナムのハノイにある中国大使館前で抗議デモを行われた。
2008年1月に中華民国（台湾）が、実効支配している太平島に軍用空港を建設して完成させる。滑走路は全長1,150メートル、幅30メートル。その後に中華民国総統が視察に訪れたことに対してフィリピン政府が抗議をする。
2010年3月にアメリカからスタインバーグ国務副長官とベイダー国家安保会議アジア上級部長が中華人民共和国を訪れた際に、中華人民共和国政府は、南シナ海を『自国の主権および領土保全と関連した「核心的利害」地域と見なしている』との立場を公式に通知したことが報じられる。
2011年2月末から5回以上にわたり、中華人民共和国の探査船がフィリピンが主張する領海内において探査活動を繰り返し、5月には無断でブイや杭などを設置したことから、フィリピンのアキノ大統領はこれを領海侵犯とし、6月に国連に提訴する。
2012年7月11日、中華人民共和国国土資源部国家海洋局所管の海監総隊の孫書賢副総隊長が、南沙諸島の領有権問題に関して、ベトナムやフィリピンと「一戦を辞さない」と発言した。
2012年12月9日、フィリピンのアルバート・デル・ロサリオ外務大臣 (フィリピン)は『フィナンシャル・タイムズ』のインタビューに対して、「フィリピンはこの地域でバランスを保つ要素を探しており、日本は重要なバランサーになり得る。フィリピンは、これ（日本の再軍備）を歓迎する」と述べ、南シナ海で中国と領有権をめぐり対立しているフィリピンが、中国を牽制するため、日本の再軍備を歓迎すると表明し、インドネシアの外務大臣 (インドネシア)も同様の態度を示した。『フィナンシャル・タイムズ』アジア版のデビッド・ピリング編集長は、かつて日本に侵略された歴史を持つアジアの多くの国が日本の再軍備を歓迎していることは意外だとして、「当時、暴行や虐殺が普遍的だった日本による侵略の歴史はフィリピン人の記憶の中に鮮明に残っているはずだが、アルベルト・デルロサリオ外務大臣はそれについて大したことではないと表明している。かつて大日本帝国に蹂躙された国の多くは、韓国のようには日本に恨みを抱いていない」と述べている。
2013年5月、元中華民国総統の李登輝は「（中国は）周辺国への内政や領土干渉を繰り返すことによって、自分たちの力を誇示しているのである。こうした中国の動きを説明するのに、私は「成金」という言葉をよく使う。経済力を背景に、ベトナムから西沙諸島を奪い、南沙諸島でフィリピンが領有していた地域に手を出し、そして日本領土である尖閣諸島の領海、領空侵犯を繰り返す中国は、札束の力で威張り散らす浅ましい「成金」の姿そのものである」と中国を批判している。

### 2015年
5月に国際空域（公海の上空）を飛行していたアメリカ軍のP-8ポセイドン対潜哨戒機に対して、中国海軍が強い口調で計8回も退去を命じる交信を行うなど軍事的緊張が高まった。
7月2日、アメリカのシンクタンクのCSIS（戦略国際問題研究所）が、中国が浅瀬を埋め立てて施設の建設を続けているファイアリー・クロス礁の様子を6月28日に撮影した衛星写真を公開し、駐機場や誘導路が整備されている様子が確認できると指摘して3,000メートル級の滑走路が「ほぼ完成している」との分析を明らかにし、さらに2つのヘリポートと10基の衛星アンテナ、レーダー塔とみられる施設などが確認できるとした。8月6日には、CSISは中国が埋め立てを進めているスビ礁の最近の衛星写真を分析し、人工島に幅200 - 300メートル、2,000メートル以上の直線の陸地ができていることが確認でき、ファイアリー・クロス礁と同じ3,000メートル級の滑走路が建設されている可能性を示唆した。さらに9月15日に衛星写真の分析から、中国が南沙諸島で造成した3〜4個の人工島での3本目となる滑走路をミスチーフ礁（美済礁）で建設している可能性があることを明らかにした。10月10日、中国外交部が、赤瓜礁（ジョンソン南礁）と華陽礁（クアテロン礁）で5月から建設していた灯台（高さ約50メートルで照射距離は22海里）が完成したと発表。
9月25日の米中首脳会談後に、アメリカ海軍の艦船を中国が埋め立て造成した人工島から12海里内（国際法では、自国の領土の領海基線からの距離で領海とされる海域）に派遣する決断をしていたオバマ政権は、10月27日にアメリカ海軍横須賀基地所属のイージス駆逐艦「ラッセン」をスビ礁から12海里内の海域に進入航行させ、航行の自由を行動で示す作戦（「航行の自由」作戦、Freedom Of Navigation Operation）を実施した。

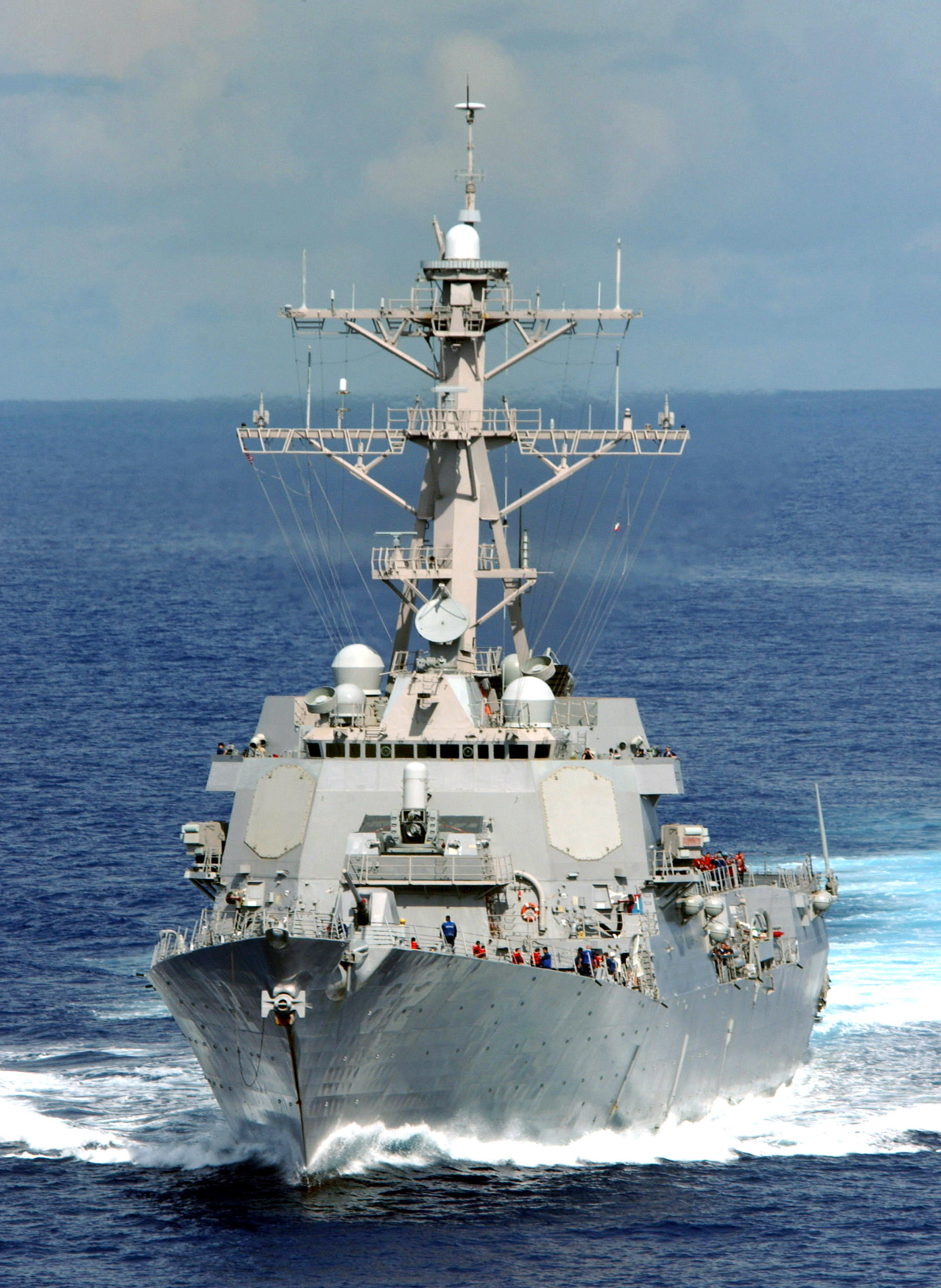
2015年10月27日、アメリカはイージス駆逐艦「ラッセン」を人工島から12海里内の海域に進入航行させた。

10月29日、オランダのハーグにある常設仲裁裁判所は、フィリピンが2013年1月に南シナ海での領有権に関する中国の主張は国際法に違反するとして、国連海洋法条約に基づいて申し立てていた15項目のうち7項目について管轄権があるとし、中国との紛争の仲裁手続き（審理）を進めることを決定した。仲裁裁判所に管轄権はないとして仲裁手続きを拒否していた中国は、仲裁手続きを受け入れない姿勢を示した。
アメリカ国防総省は、8月20日に「アジア太平洋での海洋安全保障戦略」と題した報告書を公表し、中国が2013年12月に南沙諸島での埋め立てを開始して2015年6月までに2,900エーカー（約12 km2）を埋め立て、その面積が周辺諸国による埋め立てを含めた全体の約95パーセントに当たることを明らかにした。また、埋め立てから滑走路や港湾施設の建設によるインフラ整備に重点が移行していることも指摘した。
2015年10月時点で中国が埋め立てているとされているのは、実効支配しているスビ礁のほか、ファイアリー・クロス礁、クアテロン礁、ミスチーフ礁、ヒューズ礁、ジョンソン南礁、ガベン礁、エルダド礁（安達礁）の7つの岩礁である。各国は中国が岩礁を埋め立てた人工島を軍事拠点化し、地球上でやり取りされる原油や液化天然ガス (LNG) の半分近くが通る南シナ海の支配を強化することを懸念している。

### 2016年

2016年ハーグ仲裁裁判所が下した領海と排他的経済水域(EEZ)の判断

1月2日、中国外交部が、ファイアリー・クロス礁で建設していた飛行場の完成と滑走路を使用して試験飛行をしたことを明らかにした。これに先立ちベトナムは、試験飛行に抗議する声明を発表している。
アメリカのCSIS（戦略国際問題研究所）は1月の報告書において、中国の空母打撃群保有の可能性と併せて、「2030年までに南シナ海が事実上中国の湖となる」と警鐘を鳴らしている。
4月15日、中国国防部が、軍制服組トップの范長龍・中央軍事委員会副主席が南沙諸島を視察したことを明らかにした。4月17日、中国の新華社通信が、ファイアリー・クロス礁に中国海軍の哨戒機1機が着陸したと報道。中国が軍による南沙諸島での飛行場利用を明らかにしたのは初めてである。
5月2日には、中国海軍が駐留兵士らを慰労するため、南海艦隊に就役している揚陸艦「崑崙山」を派遣し、ファイアリー・クロス礁に演劇団を上陸させた。同行記者によると、ファイアリー・クロス礁では飛行場や港、灯台、住居施設が既に完成しており、病院や海洋観測センターが建設されている。
7月12日、オランダ・ハーグの常設仲裁裁判所は、中国が南シナ海のほぼ全域で領有権を主張する独自に設定した境界線「九段線」には国際法上「歴史的権利を主張する法的根拠はない」と認定する裁定をした。また、中国が南沙諸島などで人工島の造成などをしている岩礁はすべて「島」ではなく、「岩」または高潮時に水没する「低潮高地」であると認定する裁定も下した。

### 2017年

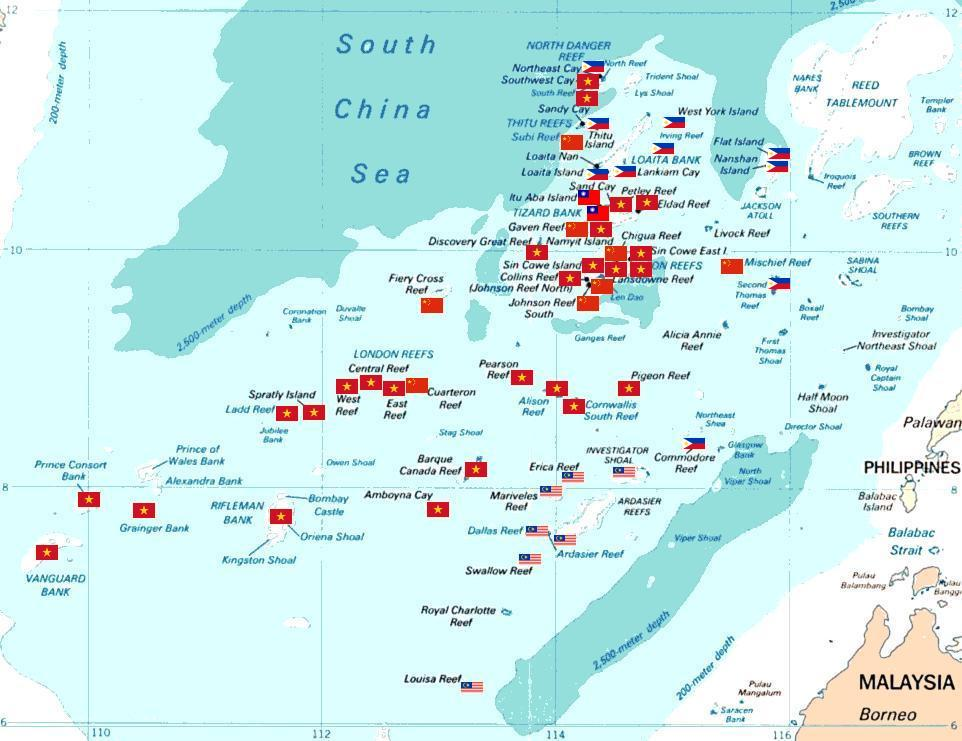
南沙諸島の各国実効支配状況（英語名）

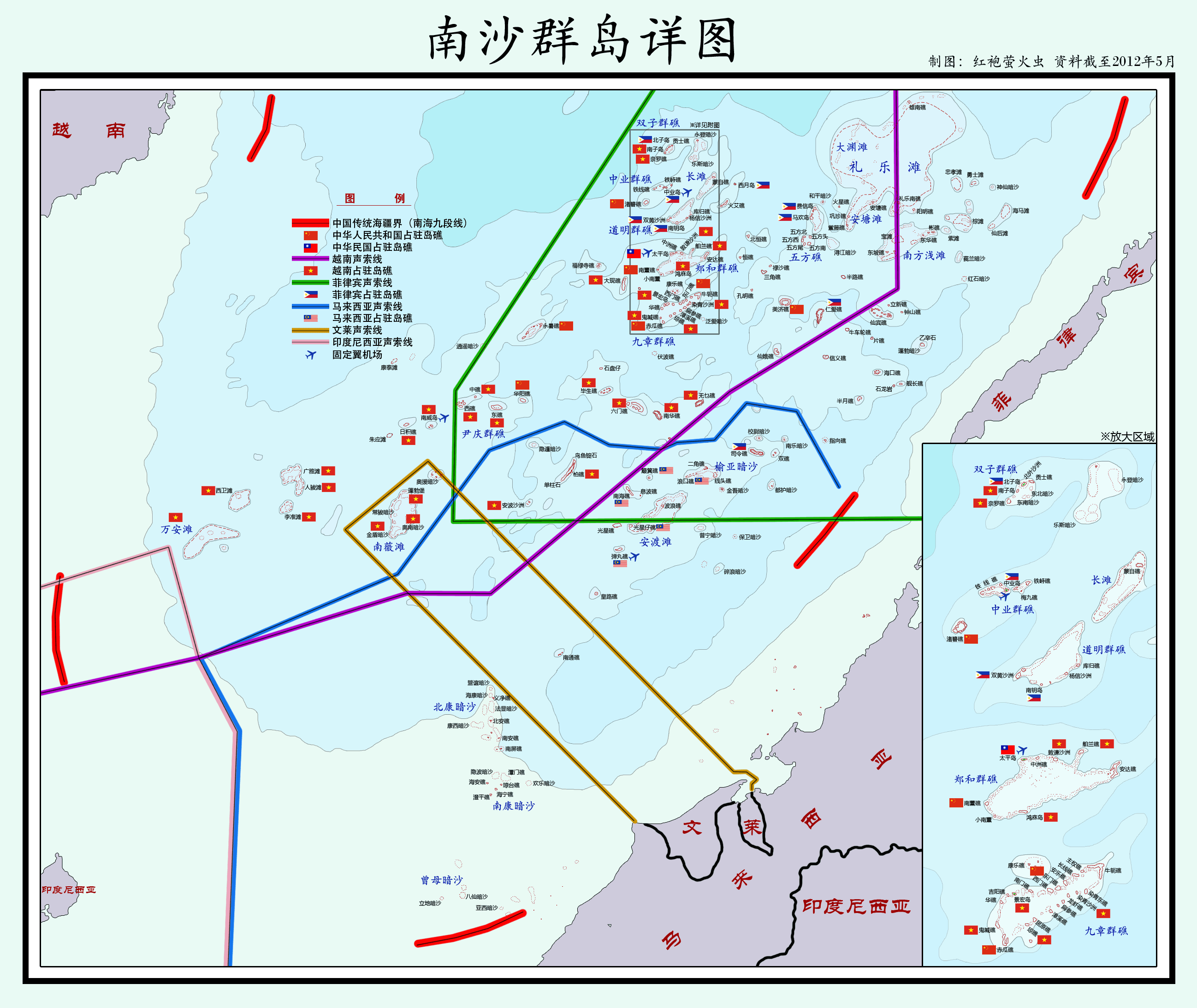
2012年南沙諸島の各国実効支配状況及び領有権主張線（中国語名）

2月21日、ミスチーフ礁、ファイアリー・クロス礁、スビ礁の人工島において、中国が長距離地対空ミサイルを格納できる約20の開閉式の屋根が付いた構造物を建造しており、ほぼ完成しているとロイター通信が報道した。
5月25日（現地時間）早朝、アメリカ海軍のミサイル駆逐艦「デューイ」が南沙諸島のミスチーフ礁の12海里内の海域を航行し、トランプ政権では初の「航行の自由」作戦が実施された。
6月6日、アメリカ国防総省の中国の軍事力に関する年次報告書（2017年版）が公表され、ミスチーフ礁、ファイアリー・クロス礁、スビ礁に軍用機24機を収容できる格納庫が建設されたことが明らかになった。

### 2018年
4月9日、『ウォール・ストリート・ジャーナル』が、ファイアリー・クロス礁、ミスチーフ礁に中国が電波妨害装置を配備したと報道した。5月2日には、アメリカのニュース専門テレビ局CNBCが、ファイアリー・クロス礁、ミスチーフ礁、スビ礁に対艦巡航ミサイルと地対空ミサイルが配備されたと報道した。5月8日、ベトナムは中国に対してミサイル撤去を要求し、ミサイル配備はベトナムの主権に対する「深刻な侵害」だと主張したが、中国は南沙諸島および周辺海域に対して主権を持つとした。
9月30日、アメリカ海軍のミサイル駆逐艦「ディケーター」が、「航行の自由」作戦としてガベン礁、ジョンソン南礁の12海里内の海域を航行した際に、中国人民解放軍のミサイル駆逐艦が約41メートルの距離まで異常接近し、海域から離れるよう警告した。
10月31日、ファイアリー・クロス礁、ミスチーフ礁、スビ礁に気象観測所を開設して運用開始したことを中国が公表した。

### 2019年
3月15日、フィリピンのアルバート・デル・ロサリオ元外務大臣 (フィリピン)とコンチータ・モラレス元行政監察官が中国の習近平総書記（国家主席）、王毅外交部長、趙鑑華駐フィリピン中国大使を国際刑事裁判所に告発した。中国が南シナ海の島や岩礁を埋め立てて環境破壊し、周辺国に深刻な影響を与えていることが「人道に対する罪」にあたり、中国が南シナ海で「大規模で半永久的な環境破壊」を進めて、関係国の漁師だけでなく、現在と将来の世代に不利益を与え、南シナ海から他国を排除し、食料・エネルギー安全保障を著しく損なったとしている。
6月9日、フィリピンのEEZ内にある南沙諸島のリード堆近くで、漁をしていたフィリピン漁船に違法操業していた中国漁船が衝突し、22人のフィリピン人漁師が海に投げ出された。6月24日に「EEZで中国が漁をしている。止めるべきでは」と記者に質問されたロドリゴ・ドゥテルテ大統領が、「中国がそうするとは思わない。なぜか? 我々は友だちだからだ」などと中国の行動を容認したと受け取れる発言をおこない波紋を呼んでおり、領域内の資源を守ることを定めた憲法に違反するとして、弾劾になる可能性が浮上し、フィリピンの中国大使館前で、ロドリゴ・ドゥテルテ大統領と中国の習近平総書記（国家主席）の写真に火をつけるなどの抗議デモが起きている。このロドリゴ・ドゥテルテ大統領の発言について、アルベルト・デルロサリオ元外務大臣は「いつ自国民を一番に考えるようになるのか」と批判した。
6月21日、南シナ海で中国が進める人工島建設などを「人道に対する罪」に当たると非難し、習近平総書記、王毅外交部長、趙鑑華駐フィリピン中国大使を国際刑事裁判所に告発していたフィリピンのアルベルト・デルロサリオ元外務大臣が非常勤取締役を務める企業の株主総会出席のために、香港の空港に到着したが、入国管理官から入国拒否された。アルベルト・デルロサリオ元外務大臣は空港で約6時間取り調べを受けた後、帰国の途に就き、「明らかに嫌がらせだ」と反発している。なお、5月にはアルベルト・デルロサリオ元外務大臣とともに習近平総書記、王毅外交部長、趙鑑華駐フィリピン中国大使を国際刑事裁判所に告発したコンチータ・モラレス元政監察官も「安全上の脅威」として入国を拒否されている。
7月12日、アルベルト・デルロサリオ元外務大臣が主宰する研究所が主催するフォーラムがマニラで開かれ、デ・ラ・サール大学のデカストロ教授は、中国の要求をのむことがロドリゴ・ドゥテルテ大統領の方針になっており、「貿易や交通で『海はみんなのもの』と考えてきた東南アジアの海洋秩序を壊そうとしている」として、南シナ海判決を生かそうとする地域各国との協力を邪魔していると批判した。フィリピン大学のオンダ助教授は、中国による人工島建設が生態系に悪影響を及ぼしており、将来的にフィリピン人の食生活にも影響を及ぼしかねないと警鐘を鳴らし、コンチータ・モラレス元行政監察官は、「南シナ海は中国のものでもドゥテルテ氏のものでもなく、フィリピン人のものだ」と強調した。
7月24日、中国は「新時代の中国の国防」と題した国防白書を4年ぶりに発表し、その中で南シナ海の諸島については「（中国）固有の領土だ」とし、人工島や施設などの建設は「法に基づき国家の主権を行使している」と主張している。
11月28日、中兼和津次は「中国は国民党時代に出した『九舌線』を引き合いに出して、『南シナ海は本来自分たちの領土だ』として、『古来』とか、『2000年前から』そうだと主張している。しかし、2000年前には領土や領海の概念はなかったため、論理としては成り立たないはず。地図や歴史を持ち出しての主張も、有効でない。フィリピンが提訴した国際仲裁裁判所の判定では、中国側が全面的に敗訴した。しかし、中国政府はこれを無視。南シナ海の岩礁は誰のものか?参考資料にある通り、ヘイトン氏が克明に調べたが、結論は『南シナ海の島は誰のものでもない』であった。私の理解では、『所有権』『領有権』の観点で見れば、一番近いのはフランスだろうか?各国とも法的、歴史的な根拠は無いのだから、EEZとして、あとは自由にしたらどうか、というのが私の提案」と提言している。

### 2020年
4月18日、中国は海南省に2012年に設定した三沙市において、南沙区・西沙区の2つの行政区（市轄区）を設置すると発表し、中華人民共和国民政部によると南沙諸島を管轄する南沙区の行政組織がファイアリー・クロス礁（永暑礁）に置かれる。

### 2021年
3月7日、フィリピン政府は南沙諸島で約220隻の中国船が停泊していることを確認した。中国は「悪天候を避けた漁船だ」と主張しているが、フィリピンは乗組員に民兵が多数含まれているとみており、ロドリゴ・ドゥテルテ大統領に批判的なアントニオ・カルピオ元最高裁判所長官 (フィリピン)は「（中国との対立が続けば）フィリピンのエネルギー安全保障に（悪い）影響を与えかねない」と指摘した。ロドリゴ・ドゥテルテ大統領も「中国が石油や鉱物の開発を始めた場合には行動に出る」と述べ、軍艦を派遣する意向を示してきたが、新型コロナウイルス感染症のCOVID-19ワクチン供給では中国の支援が必要なことから難しいかじ取りを迫られている。
5月3日、フィリピンのテオドロ・ロペス・ロクシン・ジュニア外務大臣 (フィリピン)は南シナ海で多数の中国船が停泊している問題に関するいら立ちから、Twitterに「中国、わが友よ。どうすれば礼儀正しく表現できるだろうか。さて…」と記した後、アルファベット4文字の禁句を使用して、「消えうせろ」と発信した。これに対して中国外交部の汪文斌報道官は、「フィリピン側の特定の個人には、基本的なマナーを守ることと立場に見合った言動を望む」と批判した。
5月5日、南シナ海の地域について中国が主張してきた歴史的権利を否定した南シナ海判決についてフィリピンのロドリゴ・ドゥテルテ大統領は、「ただの紙切れにすぎない」「（判決は）役に立たない。ゴミ箱に捨てよう」と述べ、中国政府と同様の言い回しで判決を否定した。
11月1日、フィリピン政府は、Netflixのドラマシリーズ『パイン・ギャップ』について、一部の場面の削除を命じた。南シナ海の領有権問題に関する中国の主張に基づく「九段線」の地図が登場するためであり、「九段線に正当性があるというメッセージで、領有権問題で優位に立つための中国側のやり方だ」と訴えている。

## 実効支配の状況

### 島
国連海洋法条約において「島とは、自然に形成された陸地であって、水に囲まれ、高潮時においても水面上にあるものをいう。」と定められている。
本条約の島は「領海、接続水域」に加えて「排他的経済水域及び大陸棚」を有する。
2016年7月12日の常設仲裁裁判所 (PCA) において、スプラトリー諸島（南沙諸島）には排他的経済水域、大陸棚を有する国連海洋法条約上の「島」は一つも存在せず、「イツアバ島 (Itu Aba)、ティツ島 (Thitu)、ウェストヨーク島 (West York Island)、スプラトリー島 (Spratly Island)、ノースイースト島 (North-East Cay)、サウスウエスト島 (South-West Cay) も法的に排他的経済水域、大陸棚を有さない岩である」との裁定が下された。

### 岩
国連海洋法条約において「人間の居住又は独自の経済的生活を維持することのできない岩は、排他的経済水域又は大陸棚を有しない。」と定められており、本条約によれば、人間の居住または独自の経済的生活を維持することのできない岩は、領海は有するものの排他的経済水域および大陸棚を有さない。
常設仲裁裁判所は、2016年7月12日、中沙諸島のスカボロー礁のほか、クアテロン礁、ファイアリー・クロス礁、ジョンソン南礁を含むジョンソン礁、ケナン礁、ガベン礁（北礁）が排他的経済水域、大陸棚を有さない、すなわち国連海洋法条約上の「人間の居住又は独自の経済的生活を維持することのできない岩」であるとの裁定を下した。
以下、埋め立て面積が1 km2超になっているものについては、面積を太字表示する。
| 名称                     | 英語名 中国語名             | 実効支配   | 備考 |
| ------------------------ | --------------------------- | ---------- | --- |
| ノースイースト島         | Northeast Cay 北子島        | フィリピン | |
| サウスウエスト島         | Southwest Cay 南子島        | ベトナム   | |
| サウス礁                 | South Reef 奈羅礁           | ベトナム   | |
| ウェストヨーク島         | West York Island 西月島     | フィリピン | |
| パグアサ島               | Thitu Island 中業島         | フィリピン | 滑走路あり |
| フラット島               | Flat Island 費信島          | フィリピン | |
| ナンシャン島             | Nanshan Island 馬歡島       | フィリピン | |
| ロアイタ島               | Loaita Island 南鑰島        | フィリピン | |
| ロアイタ礁               | Loaita Cay 双黄沙洲         | フィリピン | |
| ランキアム礁             | Lankiam Cay 楊信沙洲        | （非占拠） | |
| 太平島（イツアバ島）     | Itu Aba Island 太平島       | 台湾       | 滑走路あり。自然形成された陸地面積は南沙諸島最大（約0.51km2）。 |
| サンド礁                 | Sand Cay 敦謙沙洲           | ベトナム   | 1975年にベトナムが占領。2011年から2014年にかけて、埋め立てにより元の面積の50%以上にあたる約2.1ヘクタール（0.021 km2）の陸地が新たに加えられた。そこに軍事施設も建設されている。2011年から2016年の間では、埋め立て面積は約0.037 km2になる。 |
| ナムイエット島           | Namyit Island 鴻庥島        | ベトナム   | |
| ガベン礁                 | Gaven Reefs 南薫礁          | 中国       | ティザード堆 (英語名: Tizard Bank, 中国名: 鄭和群礁) の一部。2014年3月以降に埋め立てられ、CSISの分析では人工島の面積が約0.14 km2となっている。2016年7月12日の常設仲裁裁判所による裁定では、フィリピンの低潮高地であるとの主張に対して北礁は排他的経済水域および大陸棚を有さない岩であり、南礁は低潮高地であるとの判断が下された。                                                                                    |
| エルダド礁               | Eldad Reef 安達礁           | 中国       | |
| シンコウ島               | Sin Cowe Island 景宏島      | ベトナム   | 2006年から2016年の間に約0.106 km2埋め立てがなされた。 |
| ジョンソン南礁           | Johnson South Reef 赤瓜礁   | 中国       | ユニオン堆 (英語名: Union Bank, 中国名: 九章群礁) の一部。1988年3月のスプラトリー諸島海戦で中国がベトナムから武力奪取したまま実効支配。2014年初めまでは、小さなコンクリート基礎上に通信設備・駐屯兵舎・桟橋だけが浅瀬に構築された状態であったが、その周辺が約0.1 km2埋め立てられた後、11月から12月に新たな建造物の建設の主要工程が行われ、人工島の面積はCSIS（戦略国際問題研究所）の分析では約0.11 km2となっている。 |
| ケナン礁                 | Mckennan Reef 西門礁        | （非占拠） | |
| ディスカバリーグレート礁 | Discovery Great Reef 大現礁 | ベトナム   | |
| ピアソン礁               | Pearson Reef 畢生礁         | ベトナム   | |
| ファイアリー・クロス礁   | Fiery Cross Reef 永暑礁     | 中国       | 1988年3月に中国がベトナムから武力奪取。2014年8月から埋め立てが開始され、人工島の造成は11月に終了し、CSISの分析では埋め立て面積が約2.74 km2。2015年1月からは3,000メートル級の滑走路の建設が開始され、港湾施設の整備も続けられている。2016年1月2日、飛行場の完成と滑走路を使用した試験飛行が明らかになった。 |
| クアテロン礁             | Cuarteron Reef 華陽礁       | 中国       | 1988年3月に中国がベトナムから武力奪取。人工島の大部分の造成・浚渫工事については2014年夏に実施されたとみられ、CSISの分析では埋め立て面積が約0.23 km2、建物・施設の建設が続けられている。 |
| セントラル・ロンドン礁   | Central London Reef 中礁    | ベトナム   | |
| ウエスト・ロンドン礁     | West London Reef 西礁       | ベトナム   | 1975年以来、ベトナムが実効支配。1994年5月もしくは6月に灯台を建設。以後、コンクリート製監視哨を幾つか構築した。2012年8月以降に埋め立てにより新たに人工の陸地が作られた。その埋立面積は約6.5ヘクタール（0.065 km2）である。そこに建築物を建設し、港も構築した。2013年から2016年の間では、埋め立て面積は約0.285 km2になる。                                                                                             |
| スプラトリー島           | Spratly Island 南威島       | ベトナム   | 滑走路あり。2014年から2016年の間に約0.151 km2埋め立てがなされ、600m級の滑走路が1,000m級に延伸された。 |
| アンボイナ砂堆           | Amboyna Cay 安波沙洲        | ベトナム   | |
| スワロー礁               | Swallow Reef 彈丸礁         | マレーシア | 1,400m級の滑走路あり。 |
| マリベルス礁             | Mariveles Reef 南海礁       | マレーシア | |

（中国＝中華人民共和国、台湾＝中華民国）

### 低潮高地
低潮高地（英語：low-tide elevation）とは、低潮時には海面上に露出するが、高潮時には水没する岩礁（干出岩）・砂州のことで、国連海洋法条約上、領海も排他的経済水域 (EEZ) も有さない。ただし、自国のEEZ内であればその国が建造物を建設することができる。中国は現在、南沙諸島内で3か所の低潮高地およびその周辺の珊瑚礁を大規模に埋め立て人工島を建設しているが、どれも中国のEEZ内ではない。
常設仲裁裁判所は、2016年7月12日、ヒューズ礁、ガベン礁（南礁）、スビ礁、ミスチーフ礁、セカンド・トーマス礁が国連海洋法条約上の「低潮高地」であるとの裁定を下した。またミスチーフ礁およびセカンド・トーマス礁は、フィリピンのパラワン島を起点とする排他的経済水域および大陸棚に含まれることに加え、ガベン礁（南礁）の低潮位線がガベン礁（北礁）およびナムイエット島の領海基線とすることが可能であるということ、ヒューズ礁の低潮位線がケナン礁およびシンコウ島の領海基線とすることが可能であるということ、スビ礁の低潮位線がティツ堆のサンディー砂堆の領海基線とすることが可能であるという裁定も下した。
| 名称                 | 英語名 中国語名            | 実効支配   | 備考 |
| -------------------- | -------------------------- | ---------- | --- |
| ミスチーフ礁         | Mischief Reef 美済礁       | 中国       | 1994年までフィリピンが実効支配していたが、中国が占拠して建造物を浅瀬に構築したことを1995年2月フィリピンが公表。2015年初めから環礁の西環沿いを大規模に埋め立て、CSISの分析では埋め立て面積が約5.58 km2となり、最近は環礁の南口の拡幅をしており、環礁周辺で中国軍艦船も見受けられることから、将来的に埋め立てられたミスチーフ礁が海軍基地になると予想されている。3,000メートル級の滑走路や多数の施設が建設され、完成している。 |
| セカンド・トーマス礁 | Second Thomas Shoal 仁愛礁 | フィリピン | 1999年にフィリピンが派兵して駐留。 |
| スビ礁               | Subi Reef 渚碧礁           | 中国       | 1988年3月に中国がベトナムから武力奪取。浅瀬にレーダーサイトを建設。2014年7月から人工島造成のために主要な埋め立てが開始され、CSISの分析では埋めて面積が約3.95 km2となっている。2015年10月に着工した灯台（高さ55メートル）が完成し、2016年4月からジョンソン南礁、クアテロン礁に続いて運用を開始した。3,000メートル級滑走路や多数の施設が建設され、完成している。                                                               |
| ヒューズ礁           | Hugh Reef 東門礁           | 中国       | 1988年3月に中国がベトナムから武力奪取。浅瀬に建造物が構築されて軍隊が常駐。2014年夏から人工島の造成・浚渫工事が開始され、CSISの分析では面積が約0.08 km2となっている。ベトナム国営紙によると、2016年4月に記者が船で近づき取材し、複数のレーダーアンテナ、通信用とみられる鉄塔型のアンテナの存在を撮影して確認した。 |
| エリカ礁             | Erica Reef 簸箕礁          | マレーシア | 1999年6月にマレーシア海軍がインベスティゲーター砂州とともに建造物を構築し、兵員を駐在させた。 |

## 地理的状況
南沙諸島は、主に南シナ海を北から南に並んでいる6つの大群礁からなる。
- ノースデインジャー堆（英語版）（英語：North Danger Reefs、中国語: 雙子群礁（簡体字中国語: 双子群礁）） - ノースイースト島（北子島）・サウスウエスト島（南子島）などからなる。
- ティツ堆（英語版）（英語：Thitu Reefs、中国語: 中業群礁（簡体字中国語: 中业群礁）） - ノースデインジャー堆の南約17海里に位置しており、パグアサ島（中業島）などからなる。パグアサ島（中業島）の北西約26キロメートル（約15海里）にスビ礁（渚碧礁）がある[94]。
- ロアイタ堆（英語版）（英語：Loaita Bank、中国語: 道明群礁（簡体字中国語: 道明群礁）） - ティツ堆の南東約20海里に位置しており、ロアイタ島（南鑰島）・ランキアム礁（楊信沙洲、簡体字中国語: 杨信沙洲）などからなる。
- ティザード堆（英語：Tizard Bank、中国語: 鄭和群礁（簡体字中国語: 郑和群礁）） - ロアイタ堆の南に位置しており、イツアバ島（太平島）・ナムイット島（鴻庥島）・ガベン礁（南薫礁）・エルダド礁（安達礁）・サンド礁（敦謙沙洲）などからなる南沙諸島最大の群礁である。
- ユニオン堆（英語：Union Bank、中国語: 九章群礁（簡体字中国語: 九章群礁）） - ティザード堆の南に位置しており、ジョンソン南礁（赤瓜礁）・シンコウ島（景宏島）・ヒューズ礁（東門礁）など多くの礁からなり、北東・南西方向に約14キロメートルの長さを有する紡錘形の環礁となっている。
- ロンドン堆（英語版）（英語：London Reefs、中国語: 尹慶群礁（簡体字中国語: 尹庆群礁）） - 南シナ海の南西部にあるスプラトリー島（南威島）の北東に位置しており、クアテロン礁（華陽礁）などからなる。この群礁だけが、比較的大きな距離間隔でユニオン堆から南西方向に離れて位置している。

## 中国人民解放軍の「六場戦争（六つの戦争）」計画
詳細については、「中国人民解放軍#中国人民解放軍の「六場戦争（六つの戦争）」計画」を参照。

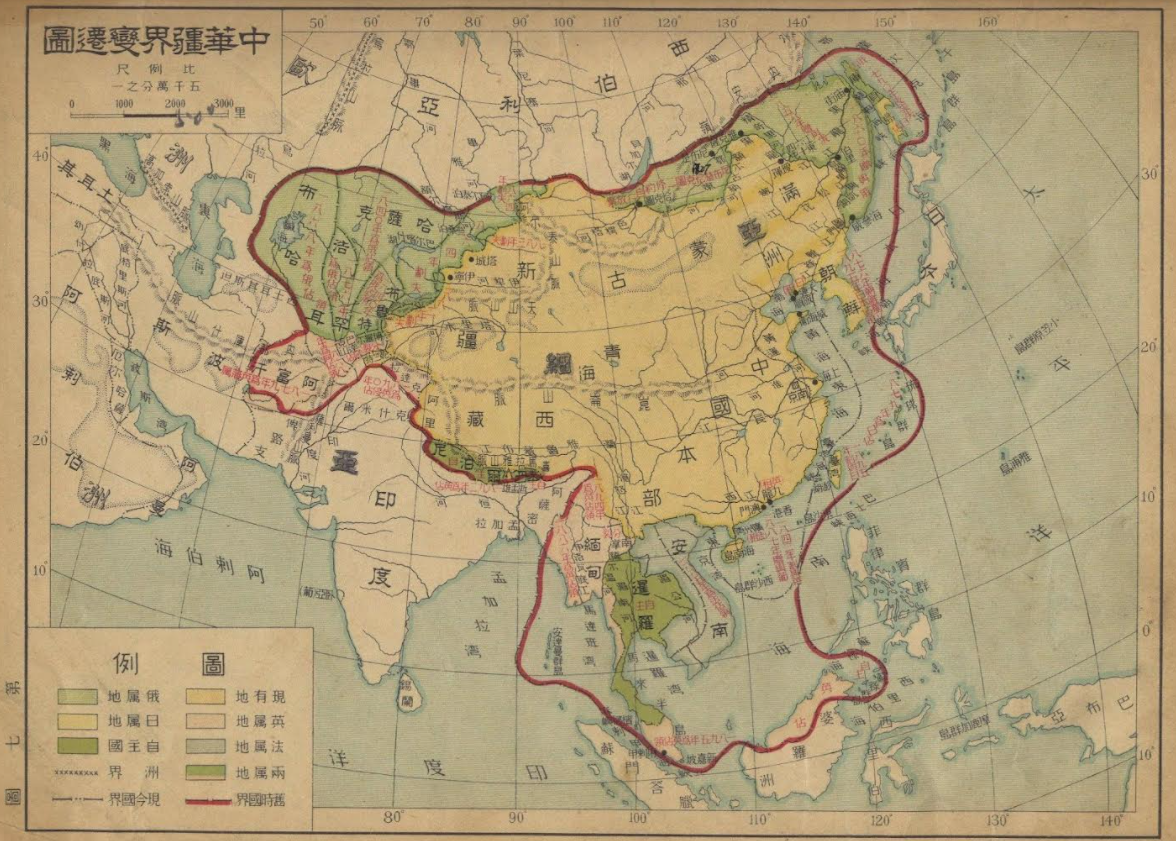
国恥地図

2013年7月、中国政府の公式見解ではないとしながらも、中国の『中国新聞網』や『文匯報』などに、中国は2020年から2060年にかけて「六場戦争（六つの戦争）」を行うとする記事が掲載された。この「六場戦争（六つの戦争）」計画によれば、中国は2020年から2025年にかけて台湾を取り返し、2028年から2030年にかけてベトナムとの戦争で南沙諸島を奪回し、2035年から2040年にかけて南チベット（アルナーチャル・プラデーシュ州）を手に入れるためインドと戦争を行い、2040年から2045年にかけて尖閣諸島と沖縄を日本から奪回し、2045年から2050年にかけて外蒙古（モンゴル国）を併合し、2055年から2060年にかけて、ロシア帝国が清朝から奪った160万平方キロメートルの土地（外満洲〈サハリン島も含む〉、江東六十四屯、パミール高原）を取り戻して国土を回復するという。
オーストラリア国立大学研究員のGeoff Wadeは、この記事について一部の急進主義者の個人的な見解にすぎないという意見があるが、中国の国営新聞も報道しており、中国政府の非常に高いレベルで承認されたものとみなすことができ、また中国の「失われた国土の回復」計画はすでに1938年から主張されていたと指摘している。